# Bolesław Ładnowski

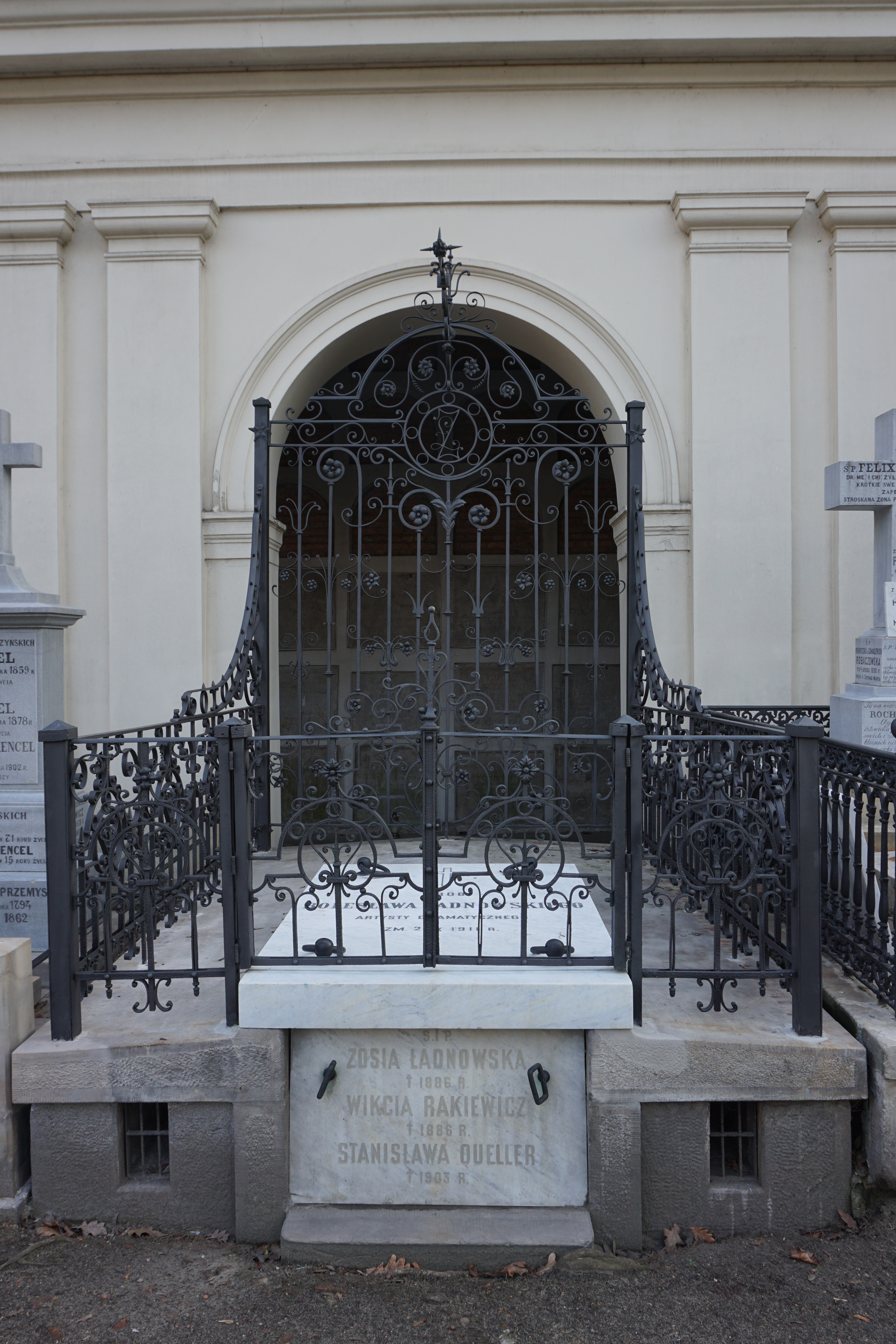
Grób Bolesława Ładnowskiego na cmentarzu Powązkowskim

Bolesław Ładnowski herbu Ślepowron (ur. 21 grudnia 1841 r. w Płocku, zm. 23 października 1911 r. w Warszawie) – polski aktor teatralny, reżyser oraz pedagog.

## Życiorys
Była synem Aleksandra Ładnowskiego i Rosalie z d. Brzozowskiej oraz bratem Aleksandry Rakiewiczowej. Początkowo kształcił się w Instytucie Technicznym w Krakowie. Od 1859 roku rozpoczął występy w zespołach teatralnych – najpierw u Antoniego Gubarzewskiego w Nowym Sączu, a od 1860 roku – w zespole ojca, występując m.in. w Miechowie, Kielcach, Radomiu i Płocku. Po rozwiązaniu zespołu przez krótki czas pracował jako mierniczy oraz nauczyciel. Wówczas to, przebywając w okolicach Stelmachowa, włączył się w organizację powstania styczniowego. W 1861 roku udał się do Warszawy, gdzie rozpoczął naukę aktorstwa u Jana Chęcińskiego. W rok później, dzięki protekcji siostry Aleksandry, został przyjęty do Warszawskich Teatrów Rządowych, gdzie debiutował rolą Albina w „Ślubach panieńskich” Aleksandra Fredry.
Wobec nielicznych propozycji ról w 1865 roku udał się do Krakowa, gdzie występował do 1872 roku. Następnie przeniósł się do Lwowa, gdzie grał do 1881 roku (z przerwą od kwietnia do grudnia 1874, kiedy to pracował w Krakowie). W 1881 roku powrócił do Warszawy, stając się stałym aktorem Warszawskich Teatrów Rządowych, gdzie początkowo przejął role Jana Walerego Królikowskiego, by po jego śmierci w 1886 roku stać się – razem z Bolesławem Leszczyńskim – czołowym tragikiem scen warszawskich. Był uważany za jednego z najwybitniejszych aktorów szekspirowskich (Hamlet, Makbet, Król Lear, Ryszard III, Romeo i Julia), grywał również w dramatach romantycznych, m.in. Juliusza Słowackiego (Maria Stuart, Mazepa, Lilla Weneda), Adama Mickiewicza (Konfederaci barscy) oraz Friedricha Schillera (Zbójcy). Łącznie zagrał ponad osiemset ról – oprócz postaci tragicznych grywał również amantów.
W latach 1882–1899 grywał również w Krakowie i Lwowie. W 1892 roku został zaproszony do Petersburga – zaproszenia jednak nie przyjął. Od 1888 do 1905 pełnił również funkcję reżysera. Na deskach WTR-u świętował kolejne rocznice pracy artystycznej: dwudziestopięciolecia (1893) i trzydziestolecia pracy scenicznej (1892) oraz dwudziestopięciolecia występów w Warszawskich Teatrach Rządowych (1901). Oprócz pracy scenicznej wykładał również w Klasie Dramatycznej przy Warszawskim Towarzystwie Muzycznym. Interesował się historią, filozofią, estetyką oraz ekonomią – podczas pobytu we Lwowie założył kasę zaliczkowo-oszczędnościową, a w Warszawie był prezesem kasy pożyczkowej.

W 1873 ożenił się z aktorką Henryką Jaxa-Bendówną. Zmarł 23 października 1911 w Warszawie nagle na anewryzm. Po śmierci został pochowany na cmentarzu Powązkowskim w Warszawie (aleja katakumbowa, grób 67/68).

## Role sceniczne Bolesława Ładnowskiego

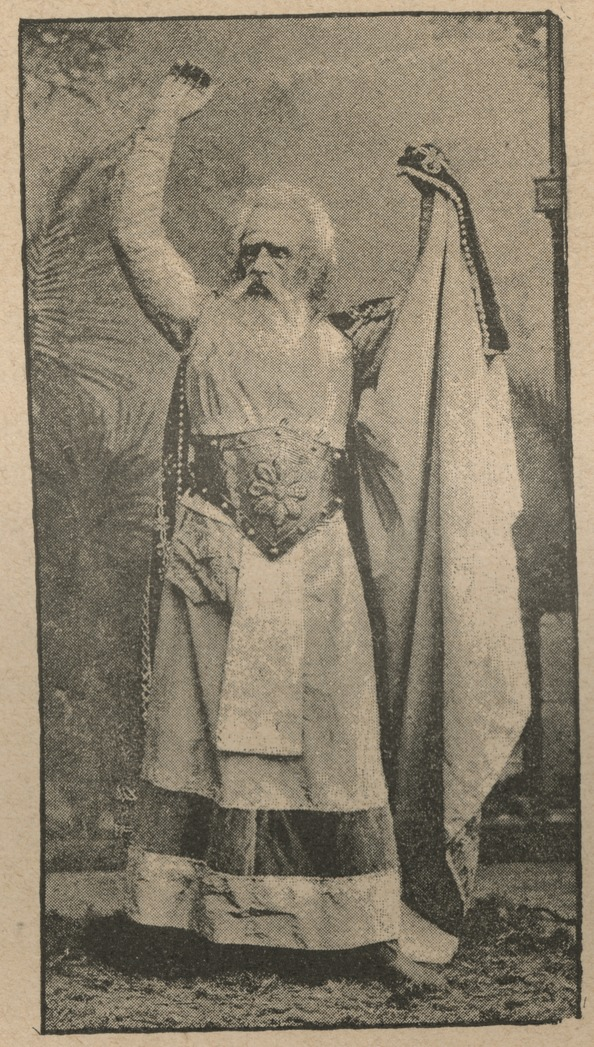
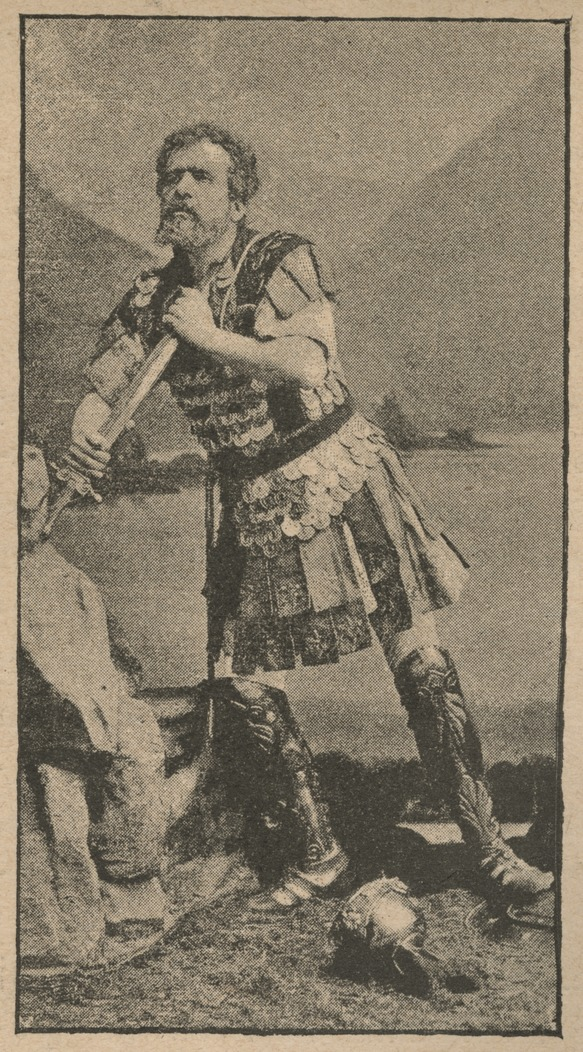
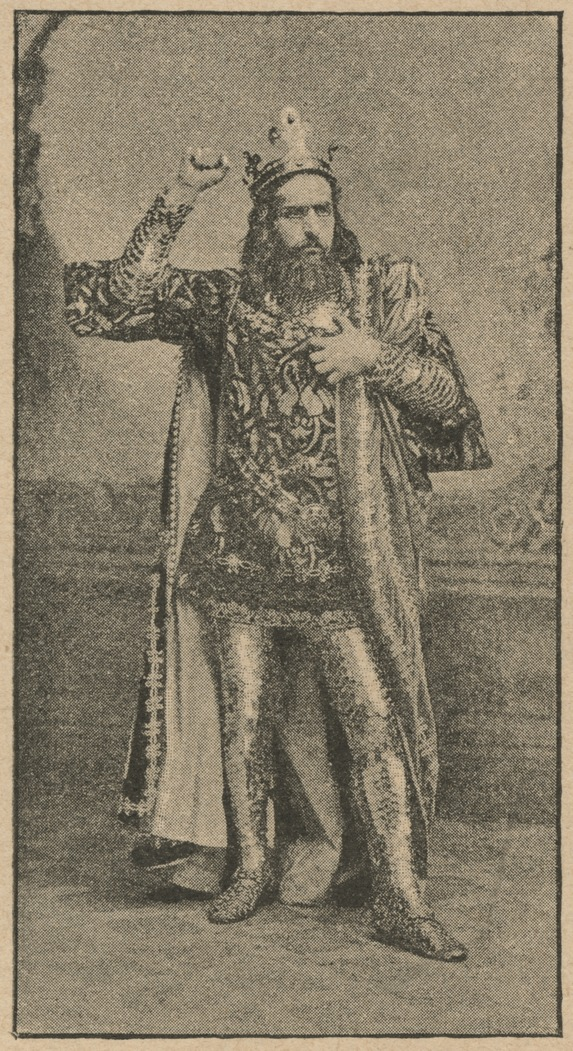
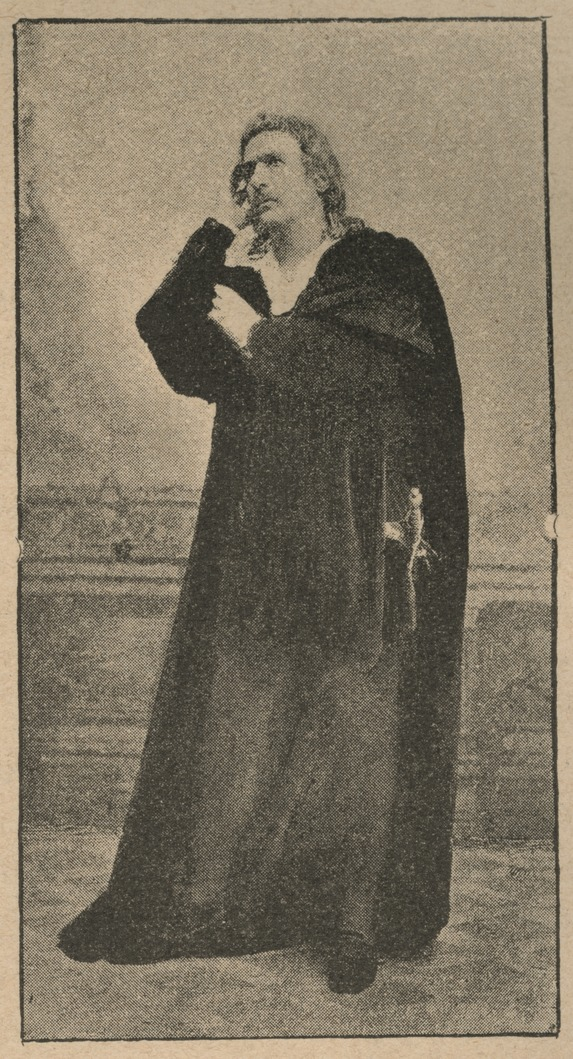
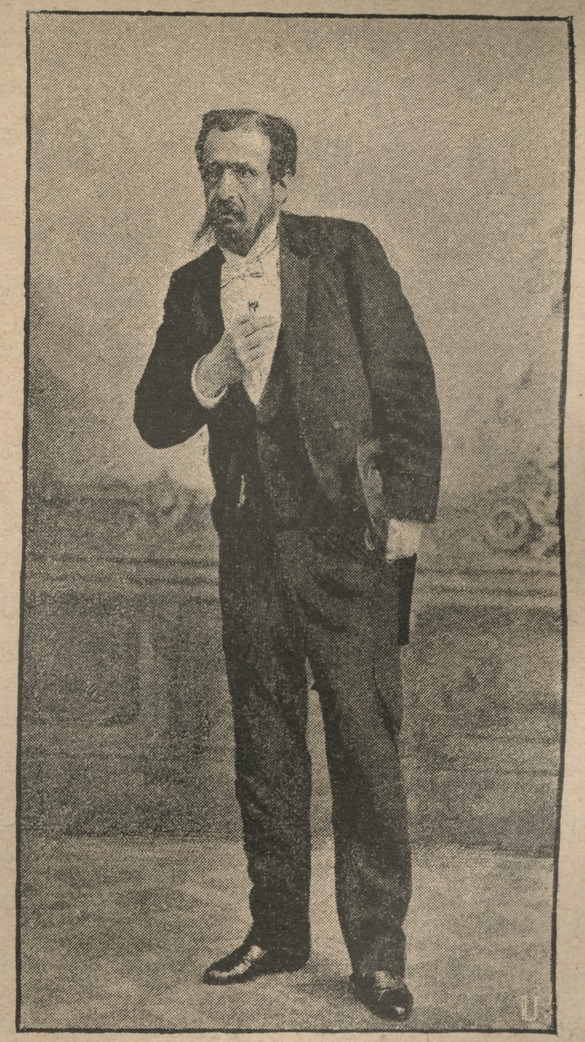
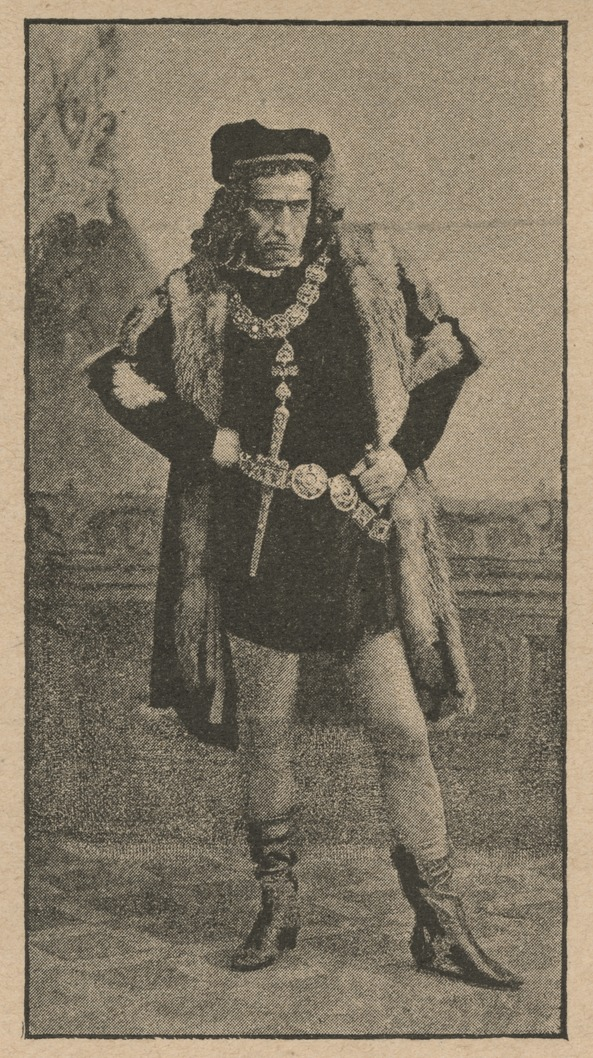
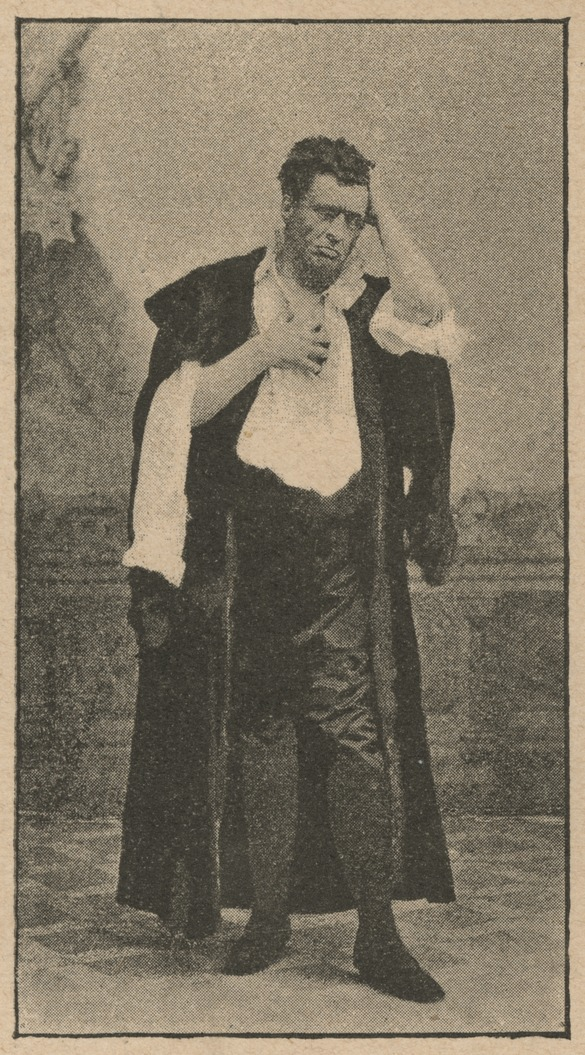
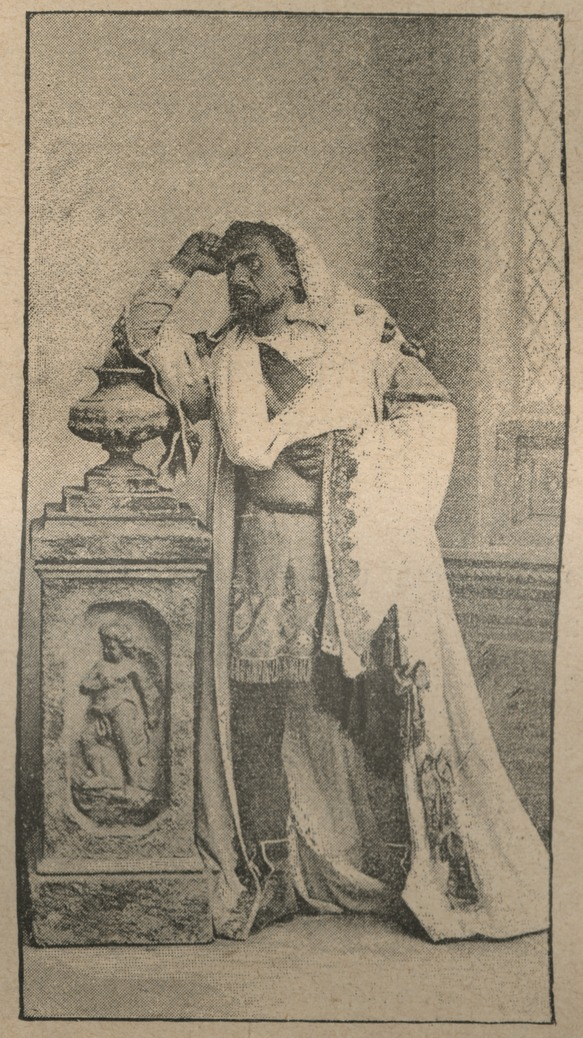
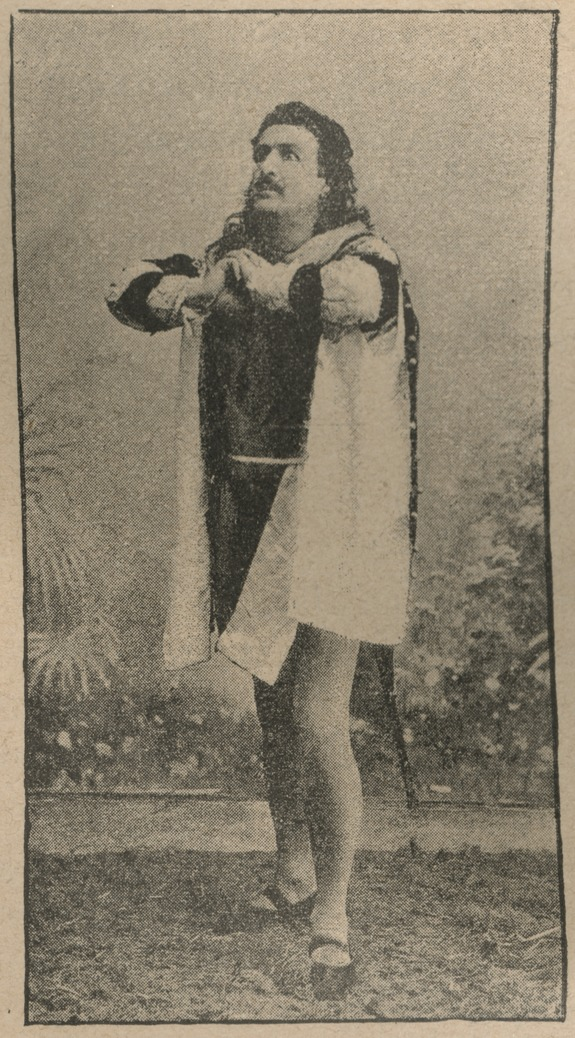
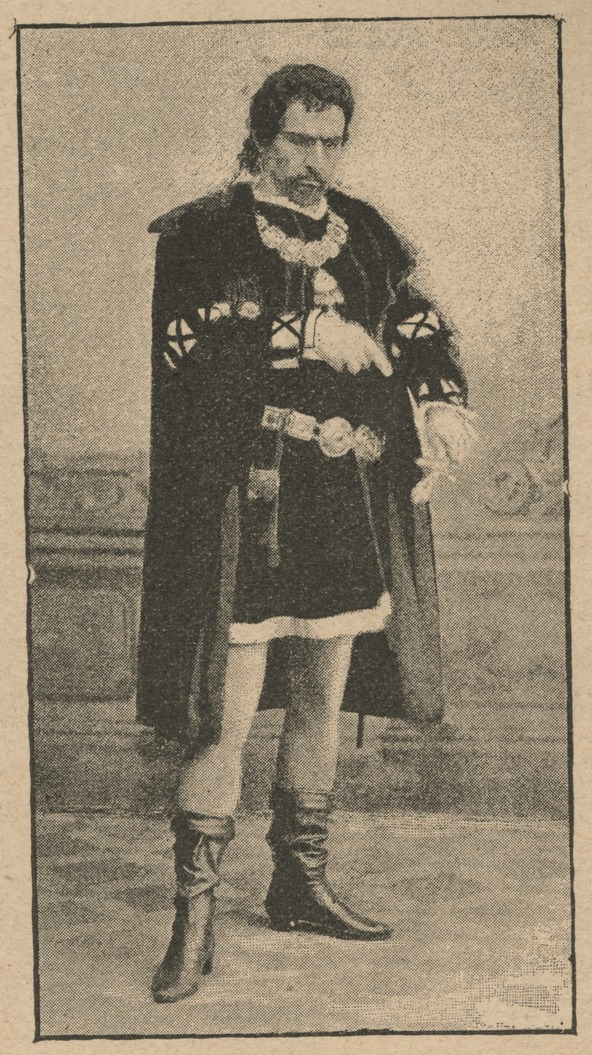
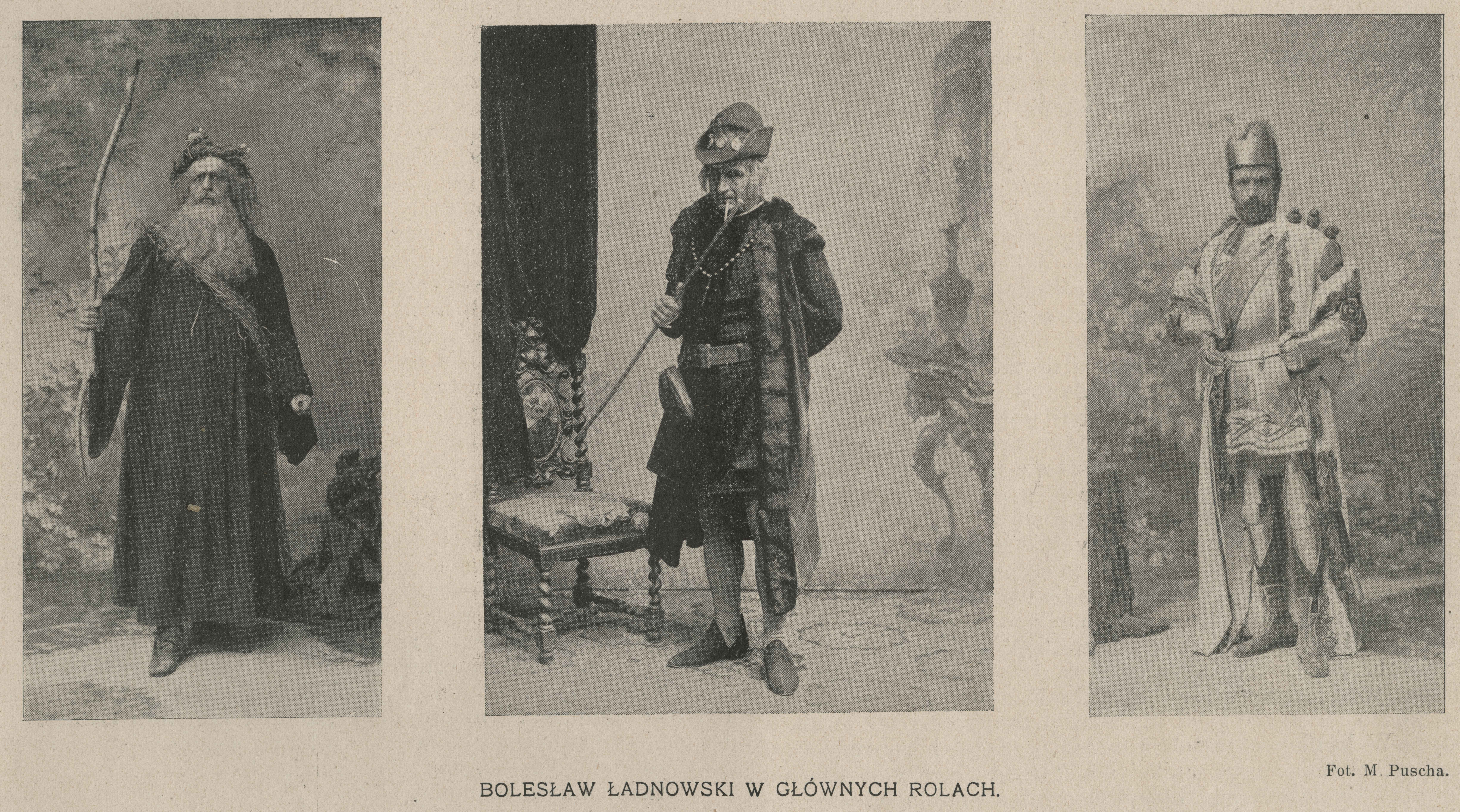